# Frómista
Frómista település Spanyolországban, Palencia tartományban. Frómista Boadilla del Camino, Santoyo, Támara de Campos, Piña de Campos, Población de Campos, Villovieco, Marcilla de Campos és Requena de Campos községekkel határos. Lakosainak száma 748 fő (2024).

## Népesség
A település népessége az elmúlt években az alábbi módon változott:
| Lakosok száma | 955  | 928  | 838  | 822  | 846  | 831  | 790  | 767  | 768  | 748  |
|               | 2001 | 2004 | 2007 | 2009 | 2012 | 2014 | 2017 | 2019 | 2022 | 2024 |